# 2020 LD
2020 LD là một tiểu hành tinh gần Trái Đất của Nhóm tiểu hành tinh Apollo có đường kính khoảng 140 mét (460 feet). Nó được phát hiện vào ngày 7 tháng 6 năm 2020 khi tiểu hành tinh cách Trái đất khoảng 0,03  AU (4,5 triệu km; 12 LD) và có độ giãn dài Mặt Trời là 154 độ. Ánh sáng chói của Mặt Trời đã che khuất sự tiếp cận của tiểu hành tinh kể từ tháng 11 năm 2019. Tiểu hành tinh đi qua cách tiếp cận gần nhất với Trái đất vào ngày 5 tháng 6 năm 2020 ở khoảng cách 0,002 AU (300 nghìn km; 0,78 LD). Khoảng cách tiếp cận gần hiện đã được biết đến với độ chính xác khoảng ± 1000 km. Đây là tiểu hành tinh lớn nhất đi qua gần Mặt Trăng hơn trong năm nay và có thể là lớn nhất kể từ (308635) 2005 YU55 vào tháng 11 năm 2011. Tiểu hành tinh tiến gần tới Sao Thủy, Sao Kim, Trái Đất và Sao Hỏa. Nó sẽ sáng hơn cường độ biểu kiến 24 cho đến ngày 18 tháng 7 năm 2020.
Trong một vòng cung quan sát ngắn sáu ngày, tiểu hành tinh đã tiếp cận Trái Đất ở khoảng cách 0,00008 đơn vị thiên văn (12.000 km; 7.400 mi) vào tháng 6 năm 1918 và 0,0001 đơn vị thiên văn (15.000 km; 9.300 mi) từ Sao Kim vào tháng 4 năm 2024.